# Nermin Hamzagić
Nermin Hamzagić, né en 1986, est un réalisateur et scénariste bosnien.

## Biographie
Nermin Hamzagić est diplômé de l'Académie des arts du spectacle de Sarajevo.

## Filmographie partielle

### Scénario et réalisation
- 2009 : Snílci (en) (Dreamers) (court métrage documentaire)
- 2012 : Djeca (Djeca, enfants de Sarajevo) de Aida Begić (réalisateur de la deuxième équipe)
- 2015 : Kalo (court métrage, uniquement réalisation)
- 2015 : Soul Train (documentaire)
- 2017 : Interview (court métrage)
- 2019 : Pun mjesec (cy) (en français, Pleine lune)

### Assistance à la réalisation
- 2011 : Prtljag (en français, Bagage) de Danis Tanović (court métrage - deuxième assistant réalisateur)
- 2016 : Mort à Sarajevo (Smrt u Sarajevu) de Danis Tanović, (premier assistant réalisateur)